# Ponera graminifolia
Ponera graminifolia là một loài thực vật có hoa trong họ Lan. Loài này được (Knowles & Westc.) Lindl. miêu tả khoa học đầu tiên năm 1839.